# Гиларовский, Пётр Иванович
Пётр Иванович Гиларовский — русский педагог конца XVIII — начала XIX веков, преподаватель математики, физики и языков русского и древних классических — латинского и греческого; автор ряда революционных учебных пособий своего времени.

## Биография
В учрежденном в 1759 году Пажеском корпусе он преподавал «Российский слог и латинский язык», а в основанном в 1764 году под названием «Общества благородных девиц» (нынешний Смольный институт) первом женском училище в России — физику. Но учебным заведением, к которому он наиболее тяготел в своей преподавательской деятельности, а также и в учебно-литературной, была Петербургская учительская гимназия, назначенная для подготовления учителей в открываемые вновь народные училища.
Учрежденная комиссиею об установлении училищ, первым присутствующим в которой, т. е. председателем, был "благодетель" и "покровитель" Гиларовского П. В. Завадовский, она являлась первым открытым в России учреждением для приготовления учителей средней и низшей школ. Начав здесь свою деятельность с преподавания физики, П. И. Гиларовский не мог не обратить внимания на несоответствие целям учительской гимназии, как высшего учебного заведения, употребляемого в ней и составленного собственно для главных народных училищ, т. е. для средней школы, «Краткаго руководства к физике, для употребления в народных училищах Российской Империи, изданнаго по Высочайшему повелению царствующия Императрицы Екатерины вторыя» (СПб. 1785). Ввиду этого он занялся составлением нового учебника физики, назначенного уже для удовлетворения требованиям высшего преподавания. По окончании своего труда Гиларовский представил его в комиссию об установлении народных училищ, которая нашла, что «сочинение сие гораздо полнее руководства к физике, уже изданного ею для ученического употребления народных училищ, и содержит в себе разные новейшие в физике открытия, так как и часть к химии принадлежащую, весьма в общежитии полезную, потому признала, что книга сия может служить с пользою не только для учительского, в народных школах, употребления к объяснению истин, в самой краткости предложенных в малом, напечатанном для сих училищ, руководстве, но что и оное же приятно будет для всех вообще любителей наук, не имеющих удобности почерпать о сих науках сведения из иностранных книг». На основании этих заключений комиссия постановила немедленно, т. е. в том же 1792 году, приступить к печатанию труда Гиларовского, который затем и вышел в свет в следующем 1793 году под заглавием: «Руководство к физике, сочиненное Петром Гиларовским, учителем Математики и Физики в учительской Гимназии, Физики в обществе благородных девиц, Российскаго слога и Латинскаго языка в благородном Пажеском Корпусе» (8°. СПб. 10 нен.+505+2 нен. стр. и VIII таблиц чертежей).
В посвящении книги П. В. Завадовскому автор говорит, что «совершился уже один Лустр (пятилетие), как я нахожусь под высоким вашим покровительством». Из этих слов следует, что вступление автора в число преподавателей учительской гимназии должно быть отнесено к 1787 или к 1788 году. Так как в это время математика преподавалась здесь профессором Головиным, то до смерти последнего, последовавшей 8 июня 1790 года, Гиларовский мог преподавать в учительской гимназии только одну физику. Кроме отмеченного приведенным отзывом комиссии стремления его возвысить своё сочинение до уровня современного состояния науки в отношении изложения новых открытий, то же стремление и может быть даже еще в большей степени наблюдается в отношении приложений математики к физике. Им он посвящает в своей книге обширное (стр. 426—493) «Прибавление математических доказательств и изследываний к разным параграфам».
Из-за отсутствия в то время в русской учебной литературе сочинений, посвященных приспособленному к целям Гиларовского по изложению элементов высшей математики, он оказался вынужденным ограничиться в упомянутом «Прибавлении» только элементарной математикой. Это должно было вызвать в нем мысль о пользе и даже необходимости пополнения указанного пробела в русской учебной литературе. За осуществление этой мысли он принялся, по-видимому, или немедленно после окончания «Физики», или даже и ранее. Как бы то ни было, но пополняющее указанный пробел сочинение П. И. Гиларовского в 1796 году уже вышло в свет под заглавием «Сокращение вышней математики, сочиненное Петром Гиларовским, учителем Математики и Физики в учительской Гимназии, Физики в обществе благородных девиц, Российскаго слога и Латинскаго языка в благородном Пажеском Корпусе» (СПб. 8°. 4 ненум.+138+6 ненум. стр. и 3 таблицы чертежей). То что происхождение рассматриваемого труда было именно таким, как сейчас изложено, следует из заканчивающего обзор «содержания и порядка расположения» сочинения следующего замечания автора: «поелику сие сочинение служит дополнением к физике Гиларовского; то приложены некоторые поправки в рассуждении фигур Физики». Содержание рассматриваемого сочинения Гиларовского состоит в кратком изложении начал дифференциального и интегрального исчислений и их приложений к «Высшей Геометрии, или учению о кривых линеях». Из двух частей, составляющих изложение приложений, первая (стр. 21—97) посвящена коническим сечениям, а вторая (стр. 98—125) «Конхоиде, Циссоиде, Логарифмике, Спирале, Циклоиде и Квадратриксе». Сочинение является таким образом принадлежащим к типу прообразов тех учебников анализа бесконечно малых, которые составляются в настоящее время для натуралистов. Оно было также первым напечатанным на русском языке учебником дифференциального и интегрального исчислений и их приложений к геометрии. Благодаря такому своему значению в русской математической литературе, рассматриваемое сочинение вышло, по свидетельству В. С. Сопикова (см. «Опыт российской библиографии», т. IV, № 11094), в 1806 г. вторым изданием, вне следовательно всякой зависимости от «Физики» того же автора, как оставшейся при одном первом издании. В настоящем случае, как и в аналогичных других, историк математики стоит перед проявлением факта, общего для всех эпох перехода от донаучного периода развития наук математических к научному периоду того же развития. Этот факт состоит в обращении деятелей науки этих эпох к занятиям чистою математикою вследствие обнаружения в сознанном более или менее ясно виде её необходимости для знаний, имеющих прикладное и практическое значение.
Учёно-литературная деятельность Гиларовского не ограничилась областями математики и физики, но распространилась также и на другую его специальность, т. е. на древние языки, и именно на греческий. Давно уже чувствуемая всеми учебными заведениями, в которых преподавался этот язык, нужда в новом его словаре распространилась с 1787 года и на учительскую гимназию вследствие состоявшегося в этом году постановления о введении в ней преподавания греческого языка. Для удовлетворения создавшейся таким образом и для учительской гимназии нужды в новом греческом словаре Гиларовский принялся за его составление, не прерывая в то же время своих работ по математике и физике. В 1794 году учебник Гиларовского был окончен и представлен в комиссию об установлении училищ. В журнале последней от 15 ноября того же года находится по этому предмету следующая запись: «статский советник и кавалер Янкович (член комиссии) поднес комиссии об учреждении училищ краткий греческий лексикон древнего диалекта, сочиненный семинарии учительской учителем Гиларовским, для употребления той семинарии и других училищ, где греческий язык преподается. Одобряя сей труд Гиларовского, комиссия об учреждении училищ, находя, что такового лексикона на российском языке нет, кроме одного самого старинного и давно уже разошедшегося, и что училища, где греческий язык преподается, конечно имеют в том нужду, определила, по засвидетельствовании доброты его от г. статского советника Янковича и других людей, сей язык знающих коим оной лексикон от него, г. статского советника, был также для разсмотрения сообщаем, напечатать его в числе тысячи экземпляров, и потом снабдить им семинарию учительскую и Пажеский двора Её Императорского Величества корпус, пустя остальное в продажу для охотников, а особливо для семинарий духовных, по коим язык сей преподается, и кои, как уповает комиссия, возьмут оного знатное число». По неизвестным причинам словарь Гиларовского не был издан при жизни автора, хотя еще в 1801 году он значился под именем «Греческого словаря Гиларовского» в «реестре книгам, переведенным и сочиненным, но еще в печать комиссиею не изданным».
Не оставил Гиларовский без своего участия также и близкое учительской гимназии, а вместе с нею и самой комиссии об учреждении училищ периодическое издание, выходившее в 1785—87 гг. под названием «Растущий виноград, ежемесячное сочинение, издаваемое от главного народного училища города Святого Петра». Близким к учительской гимназии это издание было не только по выпускавшему его в свет учреждению, но и по своим редакторам, которыми были профессора учительской гимназии сначала Сырейщиков, а потом Зуев. Помещенным в этом издании в год вступления Гиларовского в число преподавателей учительской гимназии его трудом был перевод с греческого языка «Жизни Епименида» (выпуск за март 1787 года, стр. 74—83).
Словесности, насколько теперь известно, было посвящено только одно сочинение Гиларовского. Оно вышло в свет в 1799 года под заглавием «Истинное блаженство России» (СПб., 4°).
Обширные для своего времени и своей страны сведения Гиларовского в математике, астрономии, физике, химии и в языках древних, латинском и греческом, и нескольких новых, которыми по меньшей мере были языки русский и французский, дают основания смотреть на него, как на человека принадлежавшего к числу самых образованных и одарённых людей своего времени.